# Willy Gervin
Willy Gervin (Copenaghen, 28 novembre 1903 – Roskilde, 8 luglio 1951) è stato un pistard danese.

## Palmarès

### Olimpiadi
- Bronzo a Los Angeles 1932 nel tandem.